# Ишкашимский район
Ишкашимский район (тадж. Ноҳияи Ишкошим) — административный район в составе Горно-Бадахшанской автономной области Республики Таджикистан.
Образован 27 октября 1932 года согласно решению бюро Горно-Бадахшанского областного комитета Компартии Таджикистана от 25 августа 1932 года «О проведении районирования».
Районный центр — посёлок сельского типа Ишкашим (тадж. Ишкошим), расположен в 104 км южнее города Хорога, на берегу реки Пяндж.

## Этимология
По мнению Т. Н. Пахалиной, топоним имеет индоарийское происхождение и восходит к индоар. *sakā-kšam-, где первая часть может быть истолкована либо как название страны, где жило племя саков (ср. авест. sakā — название страны и народа), либо как название племени саков, а вторую часть можно сопоставить с др.-инд. *kšm- «земля, страна» и с производным от него современным индоарийским kšama «земля». В таком случае в целом слово *sakā-kšam-, очевидно, означало страна саков, ‘Скифия’.

## География
Ишкашимский район граничит на севере с Шугнанским и Рошткалинским районами, на востоке — с Мургабским районом ГБАО, на западе — с Ишкашимским и на юге — с Ваханским районами Афганистана.

## Население
| Численность населения | Численность населения | Численность населения | Численность населения | Численность населения |
| 1939                  | 2019                  | 2020                  | 2021                  | 2022                  |
| --------------------- | --------------------- | --------------------- | --------------------- | --------------------- |
| 6672                  | ↗32 700               | ↗32 900               | ↘30 300               | ↗30600                |

## Административное деление
В состав Ишкашимского района входят 1 пгт и 7 сельских общин (тадж. ҷамоат):
| Административное деление Ишкашимского района |           |
| Сельская община                              | Население |
| Вахан                                        | 8862      |
| Вранг                                        | 5152      |
| Зонг                                         | 4863      |
| Ишкашим                                      | 6567      |
| Казидех                                      | 1880      |
| Птуп                                         | —         |
| Андароб                                      | 2527      |

Главой Ишкашимского района является Председатель Хукумата, который назначается Президентом Республики Таджикистан. Главой правительства Ишкашимского района является Председатель Хукумата. Председатель Хукумата: Самадов Зикрихудо. Законодательный орган Ишкашимского района — Маджлис народных депутатов, избирается всенародно на 5 лет.

## Население
Население района по оценке на 1 января 2018 года составляет 32 200 человек.

## Горячие источники
- Гармчашма
- Авдж
- Биби Фотимаи Захро
- Ширгин